# Cré Basile
Cré Basile était une série télévisée humoristique québécoise en 195 épisodes de 25 minutes, en noir et blanc puis en couleurs, scénarisée par Marcel Gamache et diffusée du 14 septembre 1965 au 2 juin 1970 à Télé-Métropole et quelques stations indépendantes ou affiliées dont Télé-Capitale à Québec, Télé-7 Sherbrooke et CKTM Mauricie.

## Synopsis
Inspirée de l'émission américaine The Honeymooners, Cré Basile est l'une des premières comédies de situation québécoise. Elle raconte les péripéties de Basile Lebrun (Olivier Guimond), plombier de son métier, qui doit se sortir de situations rocambolesques dans lesquelles il se retrouve, avec l'aide de sa femme Alice (Béatrice Picard) ainsi que de Fabien Chaput (Denis Drouin) et sa femme Colombe (Amulette Garneau), amis et voisins; les Lebrun habitent le rez-de-chaussée alors que les Chaput habitent le logement au-dessus.

## Fiche technique
- Scénariste : Marcel Gamache
- Réalisation : Claude Lavallée, Guy V. Robillard et Pierre Ste-Marie
- Société de production : Télé-Métropole

## Distribution
- Olivier Guimond : Basile Lebrun
- Denis Drouin : Fabien Chaput et oncle Proculus
- Béatrice Picard : Alice Lebrun
- Amulette Garneau : Colombe Chaput
- Juliette Huot : Régina Ladouceur
- Gilles Latulippe : Symphorien Laperle
- Paul Berval : Antonio
- Julien Bessette : M. Lecours
- Gilbert Chénier : Gérard Labelle
- Colette Courtois : Mme Branchaud
- Marc Favreau : Michel Couture
- Bertrand Gagnon : Théo Binette
- J. Léo Gagnon : Oncle Edward
- Maurice Gauvin : Philias Lauzon
- Micheline Gérin : Marie-Ange Couture et Laura Bernard
- Ovila Légaré : Placide Tranquille
- Armand Marois : M. Branchaud
- Janine Mignolet : Andrée Ducharme
- Marthe Nadeau : Mme Laliberté
- Gilles Pellerin : Harsène Phaneuf
- Roger Turcotte : Le Fouet
- Paul Guèvremont : P.H. Poirier
- Diane Arcand : Élizabeth Tailleur
- Paul Desmarteaux : M. L'Heureux et Jos Bédard
- Suzanne Piuze : Mme Lallongé
- Paolo Noël : M. Lallongé
- Mariette Lévesque : Monique
- Yves Létourneau : M. Leboeuf
- Yvan Canuel : M. Lafantaisie
- Jean Rafa : M. Lussier
- Rolland Bédard : Sergent Gratien Leclerc
- Armand Marion : docteur
- Hélène Contant : professeur de ballet
- Yolande Circé : secrétaire
- Denise Dubreuil : Rosine Lauzon
- Aline Caron : Lucie Lavoix
- Jean Coutu : Désiré Beauparlant
- Jacques Galipeau : voleur
- Claire Richard : tante Clara
- Michel Noël : Magloire Desgroseillers
- Maurice Beaupré : M. Dubois
- Murielle Vézina : Miss Laval
- Jean-Paul Kingsley : Paul Desmond
- Jean-Pierre Masson : M. De Lafortune
- Mariette Duval : Marie-Rose De Lafortune
- Raymond Lemay : Annonceur
- Roger Garceau : Sévère Bernard

## Commentaires
La comédie a été initialement proposée à Radio-Canada qui l'a refusée. Diffusée le mardi soir à Télé-Métropole, la comédie atteint des sommets de cotes d'écoute. À la fin de la série en 1970, Radio-Canada engage Olivier Guimond pour la nouvelle comédie À la branche d'Olivier, qui n'a duré que quinze épisodes.
La première année, elle était tournée en direct devant public, mais l'année suivante, elle était enregistrée sur ruban magnétoscope, ce qui permettait d'insérer des gags et trucs techniques.
Les épisodes n'ont pas été conservés. Seulement quelques scènes extérieures ont été retrouvées.